# Garland (Arkansas)
Garland es un pueblo ubicado en el condado de Miller en el estado estadounidense de Arkansas. En el Censo de 2010 tenía una población de 242 habitantes y una densidad poblacional de 113,26 personas por km².

## Geografía
Garland se encuentra ubicado en las coordenadas 33°21′39″N 93°42′51″O / 33.36083, -93.71417. Según la Oficina del Censo de los Estados Unidos, Garland tiene una superficie total de 2.14 km², de la cual 2.14 km² corresponden a tierra firme y (0%) 0 km² es agua.

## Demografía
Según el censo de 2010, había 242 personas residiendo en Garland. La densidad de población era de 113,26 hab./km². De los 242 habitantes, Garland estaba compuesto por el 27.69% blancos, el 71.9% eran afroamericanos, el 0% eran amerindios, el 0.41% eran asiáticos, el 0% eran isleños del Pacífico, el 0% eran de otras razas y el 0% pertenecían a dos o más razas. Del total de la población el 0% eran hispanos o latinos de cualquier raza.